# Broby kapell
Broby kapell är en kyrkobyggnad som sedan 2002 tillhör Källby församling (tidigare Broby församling) i Skara stift. Den
ligger i den sydvästra delen av Götene kommun.

## Kapellet
Från början var kapellet en romansk medeltidskyrka uppförd av sandsten. 1819 revs kapellet i samband med att Broby och Källby fick en gemensam kyrka. Endast västgaveln fick stå kvar som tillsammans med en tillbyggnad gjordes om till skola. Efter restaurering 1930 återinvigdes Broby som kapell.
Kapellet består av ett kvadratiskt långhus där östra delen har avdelats till kor. Vid västra sidan finns ett smalare och lägre vapenhus med ingång. Ovanför långhuset vilar ett åttakantigt trätorn.

## Inventarier
- Dopfunten av ek med åttakantig cuppa och åttakantig fot är tillverkad 1930.
- Ett orgelharmonium är med 13 stämmor tillverkat av Östlind & Almqvist och tillkom troligen 1930.
- En ambo av ljus ek är tillverkad 2004.